# كونراد بو
كونراد بو (بالإنجليزية: Conrad Bo)‏ هو رسام جنوب أفريقي، ولد في 9 أغسطس 1972.